# Hiratsuka

Steagul oraşului Hiratsuka

Hiratsuka (平塚市 Hiratsuka-shi?) este un municipiu din Japonia, prefectura Kanagawa.